# Jean-François Mimaut
Jean-François Mimaut, né à Méru (Oise) le 24 avril 1773 et mort le 31 janvier 1837 à Paris, est un diplomate et littérateur français.
Il est consul de France à Cagliari de 1814 à 1817, puis à Alexandrie de 1829 à 1837. C’est lui qui négocia, avec l’aide de Jean-François Champollion, la cession à la France de l’un des obélisques de Louxor (qui se trouve actuellement place de la Concorde à Paris).

## Biographie
Jean-François Mimaut naît le 24 avril 1773 à Méru, en Picardie. Il est le fils d'un médecin distingué, François Mimaut, qui l'envoie de bonne heure au collège de Beauvais. Ses progrès y sont si rapides, que le proviseur est obligé de l'éloigner, comme « un élève qui, par son aptitude et ses dispositions précoces, enlevant continuellement les premières places, détruisait, chez ses condisciples, l'aiguillon de l'émulation ». Mimaut vient alors terminer son éducation à Paris, au collège des Grassins.
Il entre à 18 ans, comme soldat (1793) dans les rangs de l'armée française, où il sert jusqu'à la fin de 1794. La bonne éducation dont il avait profité grâce à ses parents, ne tarde pas à le faire distinguer de ses chefs, et le ministre de la guerre l'appelle dans ses bureaux. Il y reste sept ans, et publie, pendant cet intervalle de temps, plusieurs ouvrages. Mimaut remplissait les fonctions de sous-chef, lorsqu'en 1802 il devient secrétaire-général du ministère des relations extérieures du royaume d'Italie, fonctions qu'il exerça jusqu'à la chute de Napoléon Ier. Le 12 septembre 1814, Mimaut est nommé consul de France à Cagliari, en Sardaigne ; et, à la fin de 1817, il passe en la même qualité à Carthagène d'Espagne, poste dont il cesse d'être titulaire le 31 décembre 1824. Il obtient, en 1825, un congé pour se rendre à Paris. C'est pendant ce séjour qu'il publie l'Histoire de Sardaigne.
Au mois de mars 1826, Mimaut est nommé consul à Varsovie ; mais l'empereur de Russie, qui déjà avait refusé de délivrer un exequatur à Adrien-Louis Cochelet, fait éprouver le même refus à son successeur, et Mimaut est alors envoyé à Venise. Au mois de novembre 1828, il reçoit dans cette ville une dépêche du ministre des affaires étrangères, lui annonçant qu'il l'avait chargé de gérer temporairement le consulat-général en Égypte, pendant l'absence du titulaire Bernardino Drovetti, obligé de rentrer en France pour y rétablir sa santé. Ce n'est pourtant qu'au mois de mars de l'année suivante que Mimaut arrive en Égypte. Il gère temporairement le consulat-général jusqu'au mois d'octobre 1830 où il remplaçe définitivement Drovetti. Il reste en Égypte jusqu'à la fin de 1836, et est momentanément remplacé par Ferdinand de Lesseps, qui s'était distingué comme consul à Barcelone. Déjà Ferdinand de Lesseps avait géré ce consulat, lorsque le titulaire, Mimaut, se rendit en 1835 dans la Haute-Égypte. Ayant obtenu un congé, Mimaut s'empresse d'emporter en France une riche collection d'antiquités égyptiennes ; mais, à peine arrivé à Paris, il succombe à une attaque d'apoplexie le 31 janvier 1837. 
Mimaut est officier de la Légion d'honneur et chevalier de la Couronne de Fer. Il a laissé un fils qui était consul à Rotterdam (Pays-Bas), et une fille mariée au vicomte de Pontécoulant.

## Œuvres
- Ouverture de la campagne d'Italie, 1796.
- Notice historique sur l'état actuel, le commerce, les mœurs et les productions des îles de Malte et de Goze, Paris, 1798.
- Le nouveau Faublas, ou les Aventures de Florbelle, pour servir de suite au Faublas de Louvet, Paris, 1799.
- Les veillées du Tasse, traduction de l'italien, d'après le manuscrit inédit publié par Compagnoni, 1800.
- Les Épouseurs, ou le Médecin des fous, comédie en un acte et en vers, Paris, 1800.
- Mémoires sur la nature des maladies endémiques à Carthagène et dans le midi de l'Espagne, et particulièrement sur celle de la fièvre jaune, Paris, 1819.
- Histoire de Sardaigne, ou la Sardaigne ancienne et moderne, considérée dans ses lois, sa topographie, ses productions et ses mœurs, Paris, 1825.